# 南寧東駅
南寧東駅（なんねいひがしえき、中文表記: 南宁东站、チワン語: Namzningz Dunghcan、英文表記: NanNing Dong Railway Station,Nanning East Railway Station）は、中華人民共和国広西チワン族自治区南寧市青秀区にある中国鉄路総公司（CR）南寧鉄路局が管轄する駅である。
本項では、近接する南寧軌道交通の火車東駅駅（かしゃひがしえきえき）についても記述する。

## 概要
駅舎は長さ415メートル、幅186メートル、高さ48.25メートル、建築総面積267471平方メートルの太陽光自家発電設備を備えた巨大な建物で、約60億人民元の建設費を費やし2014年12月に開業した。

### 利用可能な鉄道路線
中国鉄路総公司
湘桂線
柳南都市間鉄道
南広高速鉄道
南欽線
南寧軌道交通
■1号線

## 沿革
- 2014年12月28日：中国鉄路総公司の駅が開業。
- 2016年6月28日：南寧軌道交通が開業[1]。

## 駅構造

### 南寧軌道交通
地下4階に島式ホーム1面2線を有する。

## 隣の駅
中国鉄路総公司
湘桂線
屯里駅 - 南寧東駅 - 南寧駅
南広線・柳南都市間鉄道
賓陽駅 - 南寧東駅 - 南寧駅
南欽線
南寧東駅 - 五象駅
南寧軌道交通
■1号線
仏子嶺駅 - 火車東駅駅